# Wesley Zandstra
Wesley Zandstra (25 juni 1984, Voorburg) is een voormalig Nederlands voetballer die zijn carrière beëindigde bij TONEGIDO. Hij speelde als middenvelder.

## Carrière
Zandstra begon als voetballer bij de F'jes van Voorburg. Hij werd op de open dag van Feyenoord gekozen uit honderden leeftijdsgenootjes om bij de club in de E'tjes te komen voetballen. Daarna is hij naar de C'tjes van ADO Den Haag vertrokken. Daar heeft hij de gehele jeugd doorlopen. Hij kreeg een contract aangeboden, maar kwam niet aan spelen toe (slechts in het tweede elftal). Hierna werd hij verhuurd aan TOP Oss, hier heeft vijftien wedstrijden gespeeld. Hij vertrok na dit jaar weer naar ADO Den Haag, maar hier kwam hij weer niet aan spelen toe. Hij besloot zich in te schrijven bij de amateurclub TONEGIDO (amateurclub in Voorburg) toen hij onverwachts gebeld werd door zijn zaakwaarnemer met de boodschap dat FC Zwolle interesse in hem had. Hij was gevolgd in Frankrijk, waar hij een toernooi speelde in het voetbalwerklozenteam van de VVCS. Hij kon bij FC Zwolle een proefstage lopen, daarna kreeg hij een contract van een jaar aangeboden.
Na twee seizoen in Zwolle krijg zijn carrière een vervolg in Almere bij FC Omniworld. Na wederom twee seizoenen keert hij het betaald voetbal de rug toe en besluit zijn carrière in zijn geboorteplaats bij TONEGIDO.
Sinds het seizoen 2020/21 is hij hoofdtrainer van DSV Concordia dat speelt in de 2e klasse van de regio West II van de KNVB.

## Statistieken
| seizoen | club         | wedstrijden | goals | competitie     |
| 2003/04 | TOP Oss      | 15          | 0     | Eerste divisie |
| 2004/05 | ADO Den Haag | 0           | 0     | Eredivisie     |
| 2005/06 | FC Zwolle    | 31          | 1     | Eerste divisie |
| 2006/07 | FC Zwolle    | 26          | 2     | Eerste divisie |
| 2007/08 | FC Omniworld | 29          | 0     | Eerste divisie |
| 2008/09 | FC Omniworld | 26          | 0     | Eerste divisie |
| Totaal  | Totaal       | 127         | 3     |                |